# Sidkéong Tulku Namgyal
Ne doit pas être confondu avec Sidkéong Namgyal.
Sidkéong Tulku Namgyal (1879 - 5 décembre 1914) est le chef spirituel, ainsi que, pour une brève période en 1914, du 10 février au 5 décembre, le maharaja et le chogyal du Sikkim.

## Biographie
Il est le fils aîné et héritier de maharaja Sri Panch sir Thutob Namgyal, et a étudié au collège Saint-Paul (en) à Darjeeling, et à Pembroke College (Oxford). Polyglotte, il a appris le chinois, l'anglais, le hindi, le lepcha, le népalais et le tibétain.
Il a été reconnu comme la réincarnation de son oncle, Sidkéong Namgyal, l'abbé du monastère de Phodong. Sidkéong Tulku Namgyal reconstruit le monastère.
Après ses études à Oxford, il est retourné au Sikkim où il a été étroitement associé à l'administration du pays. Il a travaillé à la dissolution de la cupidité qui se produit dans les intérêts acquis et tenté d'unifier les bouddhistes par la rénovation des monastères et de leurs rôles.
Lorsque Alexandra David-Néel a été invité à l'abbaye royale du Sikkim, elle a rencontré Sidkéong Tulku Namgyal, alors Maharaj Kumar (prince héritier). Elle est devenue pour Sidkéong la « confidente et sœur spirituelle », peut-être son amante.
Sidkéong, alors chef spirituel du Sikkim fut envoyé par son père, le maharaja du Sikkim, à la rencontre d'Alexandra David-Néel, prévenu de son arrivée en avril 1912 par le résident britannique à Gangtok. Lors de cette première rencontre, l'entente entre eux est immédiate : Sidkéong, avide de réformes, écoute les conseils d'Alexandra David-Néel, et avant de repartir à ses occupations, il lui laisse Lama Kazi Dawa Samdup, un interprète et professeur tibétain. Par la suite, Sidkéong confie à Alexandra David-Néel que son père souhaite qu'il renonce au trône à la faveur de son demi-frère.
Alors qu'elle est en compagnie de Lachen Gomchen Rinpoché, Alexandra David-Néel retrouve à Lachen le 29 mai Sidkéong en tournée d'inspection. Ces trois personnalités du bouddhisme ainsi réunies réfléchissent et travaillent à la réforme et à la propagation du bouddhisme, comme le déclarera le Gomchen. Sidkéong organise pour Alexandra David-Néel une expédition d'une semaine dans le Haut-Sikkim, à 5000 mètres d'altitude débutée le 1er juin. 
Il existe une communication épistolière entre Sidkéong et Alexandra David-Néel. Ainsi, dans une lettre de Sidkéong écrite à Gangtok le 8 octobre 1912, il la remercie pour la méthode de méditation qu'elle lui a envoyé. Le 9 octobre, il l'accompagne jusqu'à Darjeeling où ils visitent ensemble un monastère, alors qu'elle s’apprête a regagner Calcutta. Dans une autre lettre, Sidkéong informe Alexandra David-Néel qu'en mars 1913, il a pu rejoindre la franc-maçonnerie à Calcutta où il a été reçu compagnon muni d'une lettre d'introduction du gouverneur du Bengale, un lien supplémentaire entre eux. Il lui fait part de sa joie d'avoir pu se joindre à cette société.
Alors que son père est sur le point de mourir, Sidkéong appelle Alexandra David-Néel à l'aide, et lui demande ses conseils pour entreprendre la reforme du bouddhisme qu'il souhaite entreprendre au Sikkim quand il accèdera au pouvoir.
Revenant à Gangtok en passant par Darjeeling et Siliguri, Alexandra David-Néel est reçue comme un personnage officiel, avec haie d'honneur, par Sidkéong le 3 décembre. 
Le 4 janvier 1914, il lui offre une robe de lama en cadeau pour le Nouvel An, et se fait photographier ainsi vêtu, un bonnet jaune complétant l'ensemble.
Le 10 février 1914, le maharaja meurt, et Sidkéong lui succède. La campagne de réforme religieuse peut débuter, Kali Koumar, un moine du bouddhisme du Sud est appelé à y participer, ainsi que Silacara (en), qui vit alors en Birmanie. C'est de ce même pays que vient Hteiktin Ma Lat (en), avec qui Alexandra David-Néel est en correspondance, et que doit épouser Sidkéong, Alexandra David-Néel devenant de fait la conseillère conjugale du maharaja.
Alors qu'elle se trouve au monastère de Phodong dont Sidkéong est l'abbé, Alexandra David-Néel affirme entendre une voix qui lui annonce que les réformes échoueront. 
Le 11 novembre 1914, quittant la caverne du Sikkim où elle était allée retrouver le Gomchen, Alexandra est accueillie au monastère de Lachen par Sidkéong. Un mois plus tard, elle apprend la mort subite de Sidkéong, une nouvelle qui l'affecte et laisse penser à un empoisonnement. 
Peu avant son décès, le 13e dalaï-lama demanda à Khyenrab Norbu, alors médecin au monastère de Drépung, de se rendre au Sikkim pour y soigner Sidkéong Tulku Namgyal. Khyenrab Norbu se basant sur des calculs astrologiques annonce que le souverain sera mort avant son arrivée, mais le dalaï-lama lui enjoint de se hâter. En chemin, à Nakartsé, il apprend la mort du roi. 
À la suite d'une attaque de jaunisse, Sidkéong Tulku Namgyal est mort d'insuffisance cardiaque, le 5 décembre 1914, à l'âge de 35 ans, dans des circonstances suspectes,. Son frère cadet, Tashi Namgyal, lui a succédé.
Palden Thondup Namgyal a ensuite été reconnu comme le chef réincarné de Phodong.

## Titres
- 1879-1899: Prince Sidkeong Tulku Namgyal
- 1899-1911: Maharajkumar Sri Panch Sidkeong Tulku Namgyal
- 1911-1913: Maharajkumar Sri Panch Sidkeong Tulku Namgyal, KCIE
- 1913-1914: Lieutenant Maharajkumar Sri Panch Sidkeong Tulku Namgyal, KCIE
- 1914: Lieutenant Son Altesse Sri Panch Sikeong Tulku Namgyal, Maharaja Chogyal du Sikkim, KCIE

## Honneurs
- Médaille de Delhi Durbar-1903
- Médaille de Delhi Durbar-1911
- Ordre de l'Empire des Indes (CIE)-1911